# Quận Elk, Pennsylvania
Quận Elk là một quận trong tiểu bang Pennsylvania, Hoa Kỳ. Quận lỵ đóng ở Ridgway.. Theo điều tra dân số năm 2010 của Cục điều tra dân số Hoa Kỳ, quận có dân số 31.946 người.
Quận đã được thành lập vào ngày 18 tháng 4 năm 1843, từ các bộ phận của Jefferson, Clearfield và McKean Các quận, và được đặt tên theo Nai sừng xám miền Đông đã sinh sống khu vực.

## Địa lý
Theo Cục điều tra dân số Hoa Kỳ, quận có diện tích 2155 kilômét vuông, trong đó có 13 km2 là diện tích mặt nước.